# ساوت گاستونیا (نورت کالیفرنیا)
ساوت گاستونیا (به انگلیسی: South Gastonia) یک منطقهٔ مسکونی در ایالات متحده آمریکا است که در شهرستان گاستون، کارولینای شمالی واقع شده‌است. ساوت گاستونیا ۱۶٫۷ کیلومتر مربع مساحت و ۵٬۴۳۳ نفر جمعیت دارد و ۲۳۴ متر بالاتر از سطح دریا واقع شده‌است.